# 建礼門院 (小惑星)
建礼門院（けんれいもんいん、5242 Kenreimonin）は、小惑星帯にある小惑星である。
1991年1月18日、伊野田繁と浦田武が栃木県烏山町（現・那須烏山市）で発見した。

## 命名
名称は、平安時代末期の高倉天皇の中宮で、平清盛の娘である平徳子（1155年 - 1214年）の院号にちなむ。
浦田は多くの小惑星に『平家物語』に登場する平安時代末期（保元・平治の乱から源平合戦にかけて）の歴史人物の名を付けている。建礼門院関連の人物では
- (4375) 清盛：父
- (4959) 二位尼：母
- (3585) 後白河：義父
- (5578) Takakura（高倉）：夫
- (3686) 安徳：子
- (5565) 右京大夫：女官

がある。また、門院号を持つ人物では、鳥羽上皇の皇后である (5683) 美福門院がある。
なお、1992年11月10日付の小惑星回報では Kenreimon と誤って公表され、次の号で訂正されている。

## 註
1. 1 2  MPC 21132（1992年11月10日）
2. ↑  MPC 21155（1992年12月9日）